# Mistrzostwa Świata Weteranów w Skokach Narciarskich 1992
Mistrzostwa Świata Weteranów w Skokach Narciarskich 1992 – trzecia edycja mistrzostw świata weteranów w skokach narciarskich, rozegrana w dniach 7–8 marca 1992 roku. Początkowo zawody miały się odbyć w rosyjskim Permie, ale zostały przeniesione do szwedzkiego Svanstein.

## Medaliści
| Kategoria wiekowa | Złoty medal        | Kraj      | Odl           | Pkt   | Srebrny medal          | Kraj                   | Odl                    | Pkt                    | Brązowy medal             | Kraj                      | Odl                         | Pkt                       |
| K-37              |                    |           |               |       |                        |                        |                        |                        |                           |                           |                             |                           |
| Klasa 10 (75–79)  | Olai Lie           | Norwegia  | 17,5 m 17,0 m | 178,9 | Wystartował 1 zawodnik | Wystartował 1 zawodnik | Wystartował 1 zawodnik | Wystartował 1 zawodnik | Wystartował 1 zawodnik    | Wystartował 1 zawodnik    | Wystartował 1 zawodnik      | Wystartował 1 zawodnik    |
| Klasa 8 (65–69)   | Odd Aarnes         | Norwegia  | 29,0 m 30,0 m | 156,0 | Bob Hein               | Stany Zjednoczone      | 27,5 m 25,5 m          | 134,4                  | Johs. N. Johnsen          | Norwegia                  | 27,0 m 23,5 m               | 114,4                     |
| Klasa 7 (60–64)   | Nils Eriksen       | Norwegia  | 34,5 m 35,0 m | 196,8 | Earle Murphy           | Stany Zjednoczone      | 32,5 m 32,0 m          | 146,3                  | Wystartowało 2 zawodników | Wystartowało 2 zawodników | Wystartowało 2 zawodników   | Wystartowało 2 zawodników |
| Klasa 6 (55–59)   | Aarne Kuisma       | Finlandia | 34,5 m 34,0 m | 197,2 | Willy Johansen         | Norwegia               | 31,5 m 33,0 m          | 179,3                  | Teuvo Koljonen            | Finlandia                 | 29,0 m 30,0 m               | 157,3                     |
| Klasa 5 (50–54)   | Svein Husby        | Norwegia  | 34,0 m 33,5 m | 193,1 | Matti Salo             | Finlandia              | 33,5 m 33,5 m          | 190,3                  | Allen Anderson            | Norwegia                  | 32,0 m 32,5 m               | 183,8                     |
| Klasa 4 (45–49)   | Ronald Jensen      | Norwegia  | 37,5 m 37,0 m | 224,8 | Guttorm Bakke          | Norwegia               | 36,0 m 35,5 m          | 211,0                  | Jorgen Nordskog           | Norwegia                  | 35,0 m 34,5 m               | 205,8                     |
| Klasa 3 (40–44)   | Mathias Skaug      | Norwegia  | 34,0 m 32,5 m | 190,5 | Gjert Andersen         | Norwegia               | 32,0 m 33,0 m          | 189,6                  | Pertti Savolainen         | Finlandia                 | 32,5 m 33,0 m               | 189,4                     |
| Klasa 2 (35–39)   | Nils Olav Kongsvik | Norwegia  | 35,5 m 35,0 m | 208,4 | Stein Johannessen      | Norwegia               | 35,5 m 34,0 m          | 202,8                  | Lennart Elima             | Szwecja                   | 34,0 m 33,5 m               | 193,1                     |
| Klasa 1 (30–34)   | Jussi Tapio        | Finlandia | 34,0 m 34,5 m | 198,7 | Stig Dahl              | Norwegia               | 33,0 m 32,5 m          | 190,0                  | Seppo Toivonen            | Finlandia                 | 32,5 m 33,5 m               | 189,2                     |
| K-60              |                    |           |               |       |                        |                        |                        |                        |                           |                           |                             |                           |
| Klasa 8 (65–69)   | Odd Aarnes         | Norwegia  | 33,5 m 33,5 m | 69,5  | Wystartował 1 zawodnik | Wystartował 1 zawodnik | Wystartował 1 zawodnik | Wystartował 1 zawodnik | Wystartował 1 zawodnik    | Wystartował 1 zawodnik    | Wystartował 1 zawodnik      | Wystartował 1 zawodnik    |
| Klasa 6 (55–59)   | Willy Johansen     | Norwegia  | 48,0 m 47,0 m | 149,5 | Aarne Kuisma           | Finlandia              | 47,0 m 45,0 m          | 145,0                  | Wystartowało 2 zawodników | Wystartowało 2 zawodników | Wystartowało 2 zawodników   | Wystartowało 2 zawodników |
| Klasa 5 (50–54)   | Svein Husby        | Norwegia  | 46,0 m 47,5 m | 146,5 | Kurt Elimä             | Szwecja                | 45,0 m 45,5 m          | 140,5                  | Magne Heistad Matti Salo  | Norwegia · Finlandia      | 44,0 m 45,0 m 43,5 m 45,5 m | 133,0                     |
| Klasa 4 (45–49)   | Guttorm Bakke      | Norwegia  | 50,5 m 52,5 m | 177,5 | Ronald Jensen          | Norwegia               | 52,0 m 49,0 m          | 175,0                  | Jorgen Nordskog           | Norwegia                  | 48,5 m 47,5 m               | 159,0                     |
| Klasa 3 (40–44)   | Tapani Pallari     | Finlandia | 51,0 m 50,0 m | 173,5 | Esko Rautionaho        | Finlandia              | 48,0 m 52,0 m          | 173,0                  | Kalevi Junkkarinen        | Finlandia                 | 48,5 m 51,5 m               | 167,0                     |
| Klasa 2 (35–39)   | Nils Olav Kongsvik | Norwegia  | 56,5 m 55,0 m | 206,5 | Alf Tore Haug          | Norwegia               | 53,5 m 55,5 m          | 195,5                  | Lennart Elima             | Szwecja                   | 52,5 m 53,0 m               | 190,0                     |
| Klasa 1 (30–34)   | Seppo Toivonen     | Szwecja   | 51,5 m 56,0 m | 189,5 | Jussi Tapio            | Finlandia              | 54,5 m 51,0 m          | 185,5                  | Edvard Franssen           | Szwecja                   | 48,5 m 50,0 m               | 164,5                     |

## Statystyka
| Miejsce | Kraj      | Złoto | Srebro | Brąz | Razem |
| ------- | --------- | ----- | ------ | ---- | ----- |
| 1.      | Norwegia  | 12    | 7      | 5    | 24    |
| 2.      | Finlandia | 3     | 4      | 5    | 12    |
| 3.      | Szwecja   | 1     | 1      | 3    | 5     |
| 4.      | USA       | 0     | 2      | 0    | 2     |